# Garikoitz Bravo
Garikoitz Bravo Oiarbide (Lazcano, Guipúzcoa, País Vasco, 31 de julio de 1989) es un ciclista español.

## Trayectoria
Debutó en 2010 en el equipo Caja Rural.
En 2011 se adjudicó el premio a las metas volantes del G. P. de Llodio y de la Vuelta a la Rioja además del premio de la montaña de la Clásica de Ordizia donde ya se había hecho con las metas volantes un año antes.
De cara al año 2020 fichó por el Euskaltel-Euskadi, siendo este su último equipo hasta su retirada una vez finalizó el año siguiente.

## Palmarés
No consiguió ninguna victoria como profesional.

## Resultados en Grandes Vueltas
Durante su carrera deportiva consiguió los siguientes puestos en las Grandes Vueltas:
| Carrera | Carrera         | 2010 | 2011 | 2012 | 2013 | 2014 | 2015 | 2016 | 2017 | 2018  | 2019 | 2020 | 2021 |
| ------- | --------------- | ---- | ---- | ---- | ---- | ---- | ---- | ---- | ---- | ----- | ---- | ---- | ---- |
|         | Giro de Italia  | —    | —    | —    | —    | —    | —    | —    | —    | —     | —    | —    | —    |
|         | Tour de Francia | —    | —    | —    | —    | —    | —    | —    | —    | —     | —    | —    | —    |
|         | Vuelta a España | —    | —    | —    | —    | —    | —    | —    | —    | 116.º | —    | —    | —    |

—: No participa
Ab.: abandono

## Equipos En el que estuvo
- Caja Rural (2010-2012)
- Euskaltel Euskadi (2013)
- Efapel-Glassdrive (2014)
- Murias Taldea (2015-2019)
  - Murias Taldea (2015)
  - Euskadi Basque Country-Murias (2016-2019)
- Euskaltel-Euskadi (2020-2021)